# Tsagaankhairkhan, Uvs
Tsagaankhairkhan (tiếng Mông Cổ: Цагаанхайрхан) là một sum của tỉnh Uvs ở Mông Cổ. Vào năm 2008, dân số của sum là 2.501 người.

## Địa lý
Sum có diện tích khoảng 4.000 km2. Trung tâm sum, Möndöökhöö, nằm cách tỉnh lỵ Ulaangom 205 km và thủ đô Ulaanbaatar 1.170 km.

### Khí hậu
Tsagaankhairkhan có khí hậu bán khô hạn. Nhiệt độ trung bình hàng năm trong khu vực là −2 °C. Tháng ấm nhất là tháng 7, khi nhiệt độ trung bình là 17 °C và lạnh nhất là tháng 1, với −22 °C. Lượng mưa trung bình hàng năm là 209 mm. Tháng ẩm ướt nhất là tháng 8, với lượng mưa trung bình là 49 mm, và khô nhất là tháng 1, với 4 mm.

## Kinh tế
Sum có một trường học, bệnh viện và khu dịch vụ.